# Laveno-Mombello
Laveno-Mombello är en kommun i provinsen Varese i regionen Lombardiet i Italien. Kommunen hade 8 685 invånare (2018).